# Gerwisch
Gerwisch ist ein Ortsteil der Einheitsgemeinde Biederitz im Landkreis Jerichower Land in Sachsen-Anhalt.

## Geographie
Gerwisch liegt am Westrand des Flämings, vier Kilometer von der Elbe entfernt. Das Umland ist landwirtschaftlich mit Böden mittlerer Qualität geprägt.

Niederschlagsdiagramm

Naturräumlich gehört die Gemarkung des Ortes zum norddeutschen Tiefland und teilt sich auf zwei verschiedene Landschaften auf. Die westlichen zur Elbe hin gelegenen Anteile gehören zum Elbe-Elster-Tiefland. Alle übrigen Teile, insbesondere alle vorhandenen Siedlungsanteile, zählen zum Zerbster Land. Bei beiden Landschaften handelt es sich um eine ackergeprägte offene Kulturlandschaft und letztere bildet zudem die Südwestabdachung des Flämings zur Elbe. Die gesamte Gemarkung ist Teil des Einzugsgebietes der Elbe.

### Klima
Der Jahresniederschlag ist mit 474 mm extrem niedrig. An lediglich einem Prozent der Messstationen des Deutschen Wetterdienstes werden niedrigere Werte registriert. Der trockenste Monat ist der Februar, die meisten Niederschläge fallen im Juni.

## Geschichte

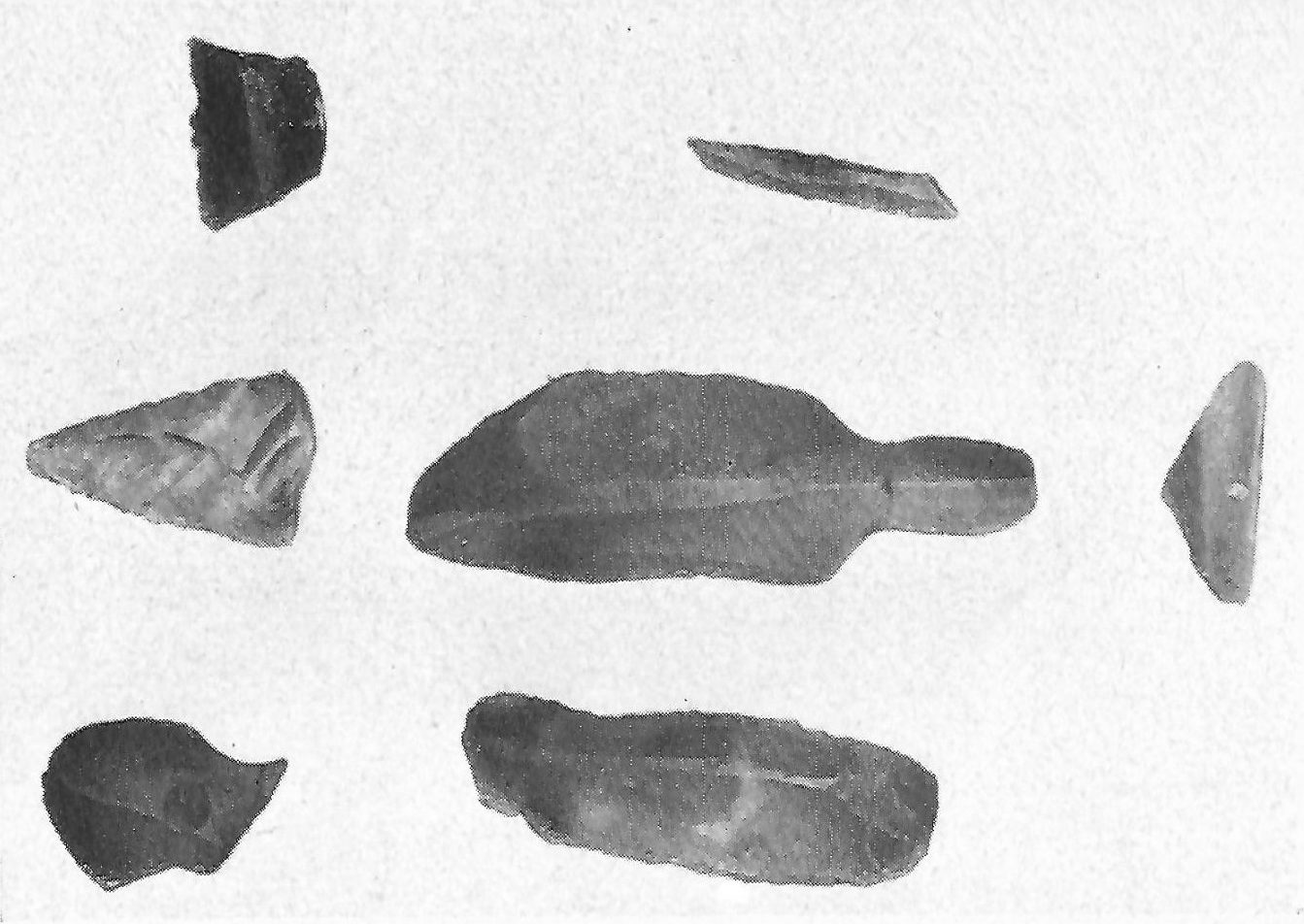
Feuersteinkleingeräte von Niederndodeleben, Barby, Gerwisch und Biederitz, fotografiert 1937

Vor etwa 150.000 Jahren siedelten schon Menschen im heutigen Gerwischer Gebiet, was durch den Gerwischer Faustkeil belegt wird, der bei Ausgrabungen gefunden wurde. Mit weiteren Bodenfunden konnte die Besiedelung bis zum Beginn der Bronzezeit nachgewiesen werden. Danach finden sich erst zu Beginn des 1. Jahrtausend n. Chr. wieder Spuren menschlicher Besiedlung. Einen ersten schriftlichen Nachweis gibt es aus dem Jahre 992 unter dem Namen Grobizi. Darin steckt der slawische Wortstamm „grob“, zu übersetzen als „Stätte am Graben oder Grab“. Die erste urkundliche Erwähnung stammt vom Magdeburger Erzbischof Wichmann aus dem Jahre 1176, dort Grobiske genannt. Als Gherwitz bzw. Jerwitz wird der Ort im so genannten „Roten Buch“, dem Lehnsregister der Magdeburger Dompropstei der Jahre 1360 bis 1370 geführt.
Die Zuordnung zur Dompropstei dauerte bis 1810, ehe diese zusammen mit dem ganzen Domkapitel Magdeburg durch das Königreich Westphalen aufgelöst wurde. Obwohl dessen Machtbereich eigentlich am Westufer der Elbe endete, blieben die Besitzverhältnisse der Dompropstei davon unberührt, d. h. bis zur Auflösung derselben übte sie auch die Grund- und Gerichtsherrschaft über ihre ostelbischen Besitzungen, darunter Gerwisch, aus. Nach dem Ende der napoleonischen Herrschaft bildete Preußen 1815 die Provinz Sachsen und führte eine Kreisreform durch, mit der Gerwisch in den Kreis Jerichow I mit der Kreisstadt Burg eingegliedert wurde.

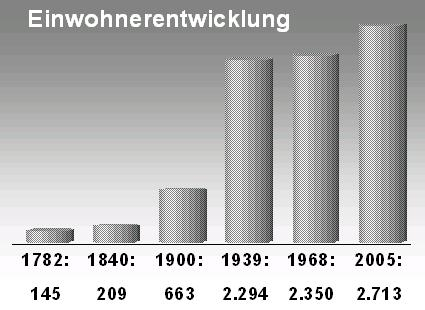
Einwohnerentwicklung

Ein großer Brand vernichtete 1825 den gesamten Ort. Da inzwischen zwei Kilometer weiter östlich die Chaussee Magdeburg – Burg gebaut worden war, errichtete man dort Gerwisch völlig neu. 1846 wurde der Bahnhof an der Strecke Magdeburg – Berlin eröffnet. Damit wurde Gerwisch für die zu dieser Zeit aufstrebende Industrie interessant, und so entstanden 1859 eine Zuckerfabrik, 1878 eine Konservenfabrik und 1888 ein Kieswerk. Die Zuckerfabrik musste allerdings nach zwanzig Jahren bereits wieder ihre Produktion einstellen, sie wurde abgerissen, und auf dem nordöstlich des Dorfes gelegenen Gelände entstand eine neue Wohnsiedlung. Anfang des 20. Jahrhunderts richtete das preußische Heer ein großes Munitionsdepot bei Gerwisch ein, das bis zum Ende des Ersten Weltkriegs bestand. Danach wurde an seiner Stelle in den 1920er Jahren auf einem Teil durch die Reichsbahn eine neue Siedlung gebaut, während ein weiterer Teil von einem Schrottaufbereitungswerk genutzt wurde. Nach dem Zweiten Weltkrieg richtete die Stadt Magdeburg bei Gerwisch ein Klärwerk für seine Abwässer mit einer Pumpstation ein, mit deren Hilfe die Felder der Umgebung berieselt wurden.
Auch nach dem Ende der DDR ist Gerwisch gemessen an seiner Größe ein Industriestandort mit dem Betonwerk, einer Verpackungsmittel- und einer Recyclingfirma geblieben. Westlich der Eisenbahn entstand eine neue Wohnsiedlung, so dass sich die Einwohnerzahl erheblich vergrößerte.
Am 21. Oktober 2006 kam es in Gerwisch zu einem rechtsradikalen Übergriff auf eine Geburtstagsparty, welcher bundesweite Aufmerksamkeit erregte.
Bis zum 31. Dezember 2009 war Gerwisch eine selbstständige Gemeinde. Einzige nach der Wende amtierende und zugleich letzte Bürgermeisterin der Gemeinde Gerwisch war Karla Michalski. Am 1. Januar 2010 wurde Gerwisch in die Einheitsgemeinde Biederitz eingegliedert.

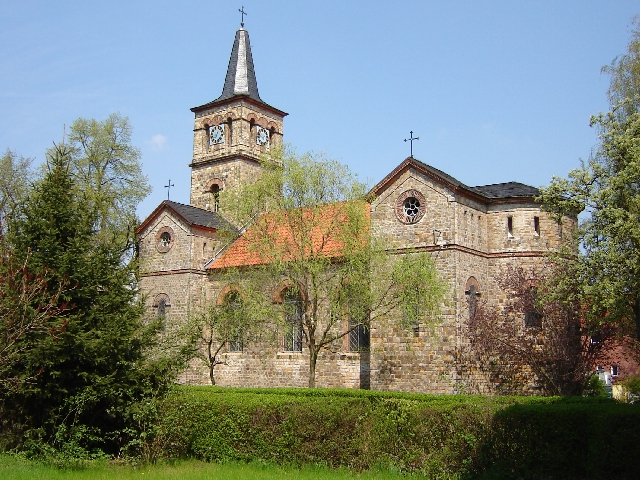
Gerwischer Kirche
Gemeinde und Kirche
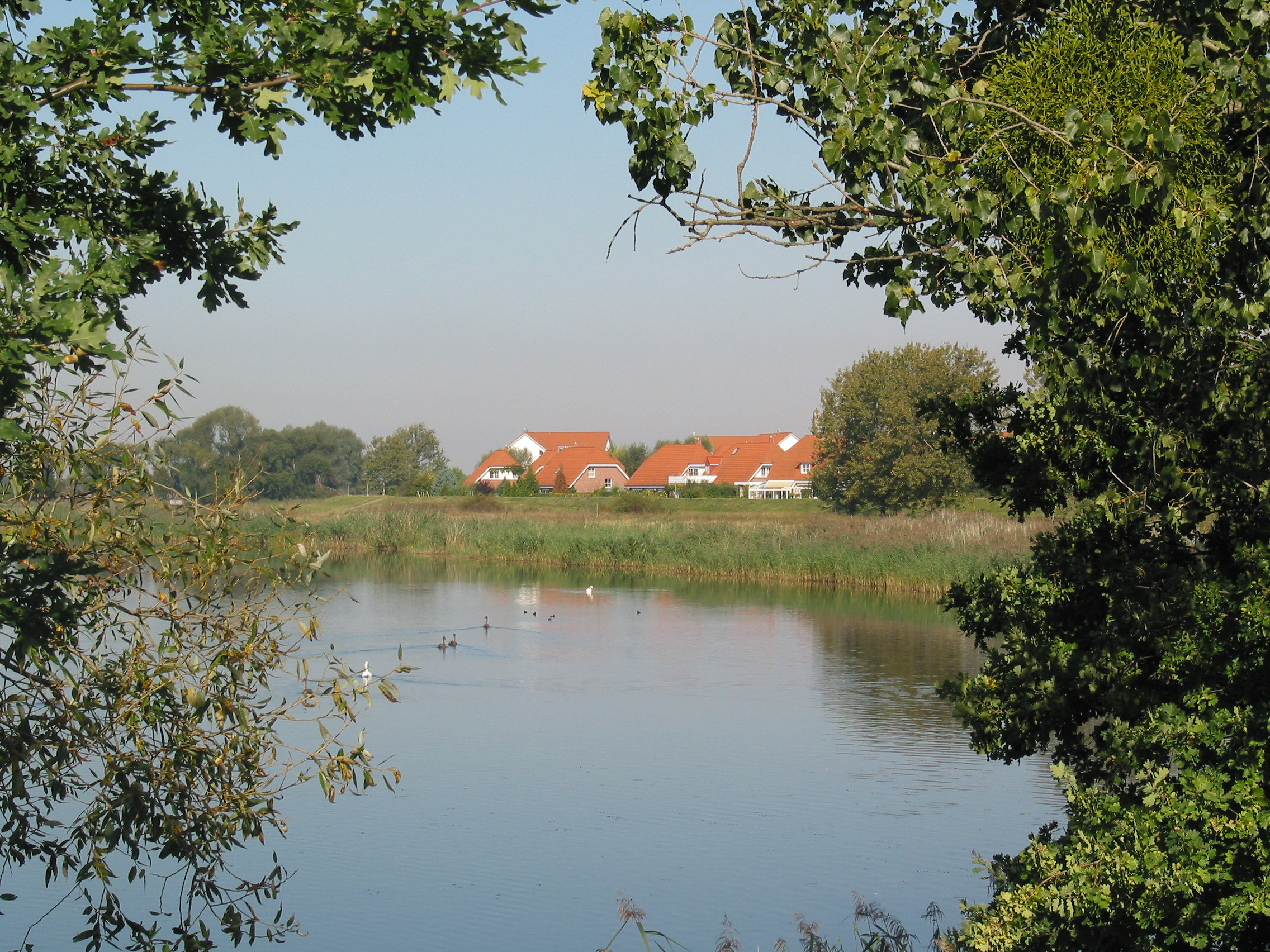
Potztrine
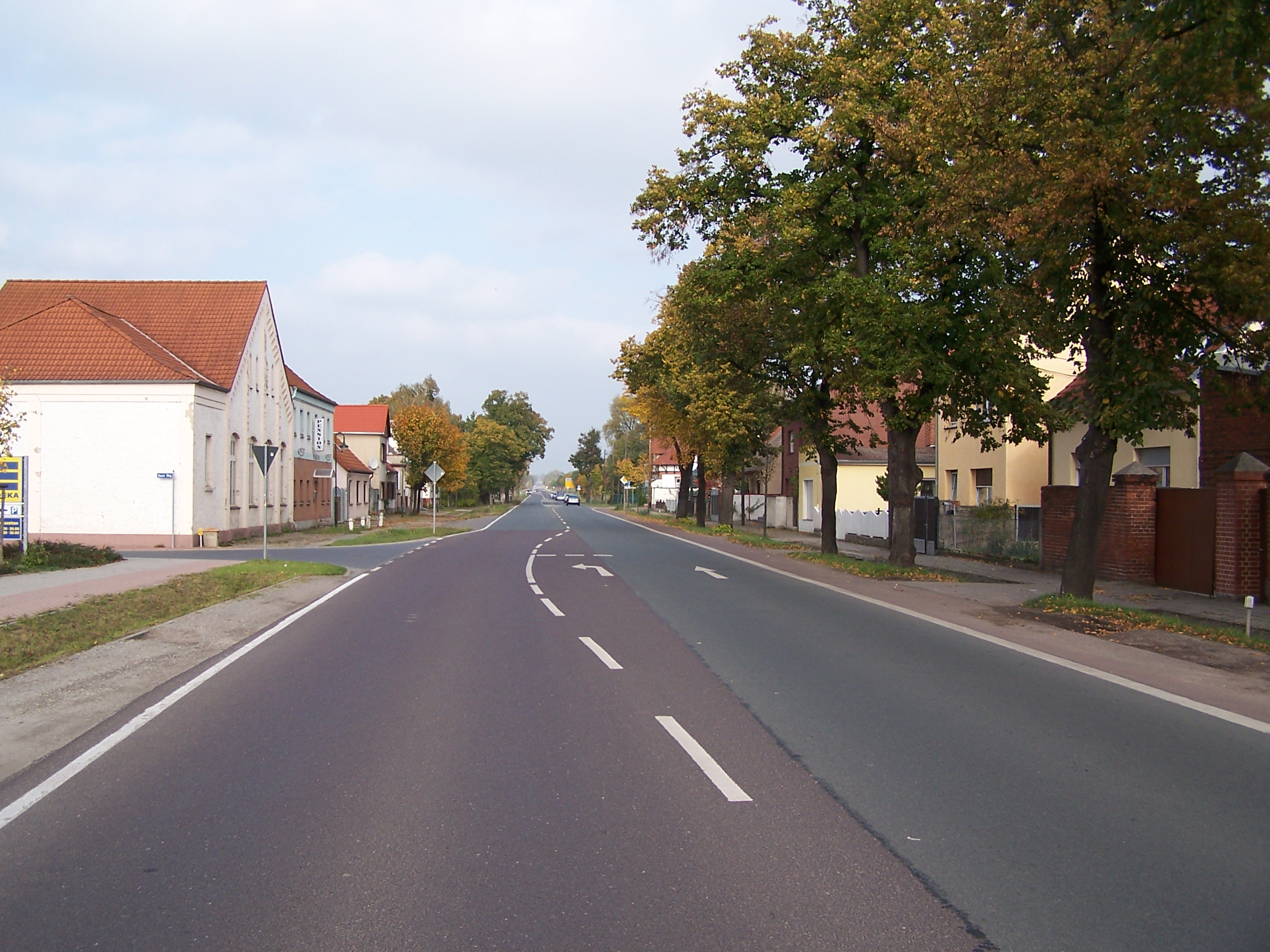
Breiter Weg mit Bäumen

## Wappen

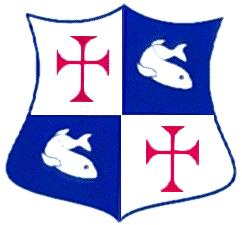
Ortswappen

Das Wappen wurde am 10. Dezember 1993 durch das Regierungspräsidium Magdeburg genehmigt.
Blasonierung: „Geviert; Feld 1 und 4: in Silber ein schwebendes gradarmiges rotes Tatzenkreuz, Feld 2 und 3: in Blau ein nach links gewendeter schwimmender silberner Fisch.“
1825 wurde die Gemeinde durch eine Brandkatastrophe völlig zerstört. An der Stelle der alten Kirche steht heute ein Kreuz, das an diese Tage und an den alten Ort erinnern soll. Im gleichen Jahr wurde der Ort an beiden Seiten der Berliner Chaussee neu errichtet. Die Fische symbolisieren die ursprüngliche wirtschaftliche Grundlage des Ortes.
Im Jahr 1997 erhielt der Heraldiker Frank Jung den Auftrag für ein Redesign des Wappens.

## Bauwerke
Die heutige Dorfkirche Gerwisch entstand 1841 als Ersatz für die mittelalterliche Dorfkirche die zusammen mit dem Ort beim Brand von 1825 zerstört worden war. Es wurde an einem neuen Standort ein klassizistischer Saalbau mit einem quadratischen Westturm errichtet.

## Verkehrsanbindung
Der Bahnhof Gerwisch liegt an der Bahnstrecke Berlin–Magdeburg.
Gerwisch liegt an der Bundesstraße 1 auf halbem Wege zwischen der Landeshauptstadt Magdeburg (12 km entfernt) und der Kreisstadt Burg (14 km entfernt) und hat Anschluss an die Bahnlinie Magdeburg–Berlin. Eine Anschlussstelle zur Bundesautobahn 2 ist acht Kilometer entfernt.

## Persönlichkeiten

### Söhne und Töchter des Ortes
- Helmut Zimmermann (1924–2013), Stadtamtsrat, Stadtgeschichts- und Familienforscher und Autor
- Werner Wolter (* 1926), Politiker (DBD)

### Sonstige Persönlichkeiten
- Von 1998 bis 2005 lebte die ehemalige Leichtathletik-Welt- und Europameisterin Grit Breuer in Gerwisch.